# Haram
Haram (arap. حرام Ḥarām) je arapska reč koja znači zabranjeno ili nedozvoljeno.‍:471 Može se odnositi ili na zabranu pristupa određenoj svetoj stvari kojoj samo nadležni ljudi mogu pristupiti,ili u bukvalnom značenju na zao i grešan postupak koji je zabranjen. U Islamskoj jurisprudenciji reč "haram" koristi se za bilo kakvu aktivnost zabranjenu od strane Allaha i predstavlja jednu od pet Islamskih zapovesti(الأحكام الخمسة, al-ʾAḥkām al-Ḵamsa), koje odlikuju moral ljudskog delanja. 
Aktivnosti koje predstavljaju haram su najčešće zabranjene u Kuranu, i kategorija harama nazvana Suna poseduje najviši stepen zabrane. Haram stupa na dejstvo na dan presude i kada je stavljena na mizan(vagu kojom Allah vaga dela svih ljudi).
Postoje dve vrste harama, a to su:
- الحرام لذاته (al-ḥarām li-ḏātihi) - Zabranjene radnje koje oštećuju pojedinca. U ovu vrstu spadaju preljuba, ubistvo i krađa.
- الحرام لغيره (al-ḥarām li-ġayrihi) - Nisu same po sebi štetne ,ali su zabranjene zato što se povezuju sa nečim što je zabranjeno. U to spada novac zarađen prevarom, korupcijom, ubistvom i krađom, kao i molitva osobe u kući koja nije legalno njegova. Bilo koji vernik koji živi od novca koji je nabavljen na neki od ovih načina smatra se grešnikom.

## Kategorije na koje se primenjuje Haram

### Hrana i opojna sredstva
U Islamu vernicima  je zabranjeno da konzumiraju krv koja teče. Ne smeju jesti prasetinu, mačke, pse ili bilo koje druge haram životinje. Jedino odstupanje jeste kada je osoba na ivici izgladnjenja i jedino unos tog mesa ga može spasiti. Takođe, određeno meso se smatra haramom ako životinja nije pravilno zaklana. Halal klanje podrazumeva oštar nož koji životinja ne vidi pre nego što biva zaklana; životinja mora biti dobro odmorna i nahranjena pre klanja, a klanje se neće održati pred drugim životinjama. Pravilan proces klanja podrazumeva jedan rez preko grla, brz i bezbolan za životinju. Tokom procesa klanja, Allahovo ime treba recitovati, tako što će reći "Bismillah"  u cilju uzimanje života životinje kako bi zadovoljila zakonsku potrebu za hranom. Životinje koje se kolju u ime koje nije Allah su zabranjene jer se to kosi sa Tevhidom.
Alkoholna pića su takođe zabranjena. Khamr je arapska reč za alkoholna pića koja izazivaju opijenost. Muslimanu nije dozvoljeno da uvozi ili izvozi alkoholna pića, niti da radi u ili poseduje mesto koje prodaje opojna pića. Davanje opojnih sredstava na poklon takođe se smatra haramom. 

### Porodica i brak
Islam je posebno strog u zabrani Zine ( islamski pravni izraz koji se odnosi na nezakonit seksualni odnos). Bilo da se radi o preljubi ili seksualnom odnosu između dve neudate osobe. Smatra se da Zina dovodi do poremećaja porodične loze i nestabilnih odnosa u porodici. Haram je takođe usmeren pogled žudnje ka osobi suprotnog pola.
Smatra se da je haram za muslimanku da se uda za nemuslimanskog muškarca. To je posledica ideje da je čovek glava domaćinstva, onaj koji podržava porodicu, a čovek se smatra odgovornim za svoju ženu. Muslimani ne veruju u davanje žena u ruke onih koji ne praktikuju islam zbog očuvanja religije.

### Razvod
Sprovođenje razvoda tokom ženskog menstrualnog perioda je zabranjeno jer se u takvom periodu seksualni odnosi smatraju haramom, pa je moguće da je ideja o razvodu muškarcu došla na pamet zbog seksualne napetosti.  Takođe se ne smatra dozvoljenim da musliman položi zakletvu o razvodu, što podrazumeva izjavljivanje da ako se određeni događaj ne desi, onda će doći do razvoda. To podrazumeva i pretnju supružniku ako nešto ne uradi, onda će biti razvedeni. Prema šerijatu, najpogodnije vreme za razvod je kada je žena čista posle menstrualnog perioda.

### Nasleđe
Smatra se haramom da otac liši svoju decu nasledstva. Takođe je haram da otac liši nasledstva ćerku ili decu žene koja mu nije omiljena. Pored toga, haram je da jedan rođak liši drugog rođaka svog nasledstva prevarom.

### Odeća i ukrasi
Podrazumeva se da je haram i za muškarce i za žene da nose odeću koja ne uspeva pravilno da prekrije telo,kao i odeću koja je providna. Pored toga, Islam zabranjuje preterano ulepšavanje koje podrazumeva izmenu fizičkog izgleda. Fizičke promene koje se smatraju haramom su  tetovaže, kozmetička hirurgija itd.
Islam takođe zabranjuje upotrebu zlatnog i srebrnog pribora u domaćinstvu kako bi se izbegao luksuzan način života. Statue su takođe zabranjene u domovima, a muslimanima je zabranjeno da učestvuju u pravljenju statua.

## Literatura
- William H. McNeill; Jerry H. Bentley; David Christian, ур. (2004). Berkshire Encyclopedia of World History. Berkshire Publishing Group. ISBN 978-0974309101.
- Gabriel Oussani, ур. (1910). Catholic Encyclopedia.
- Paul Lagasse; Lora Goldman; Archie Hobson; Susan R. Norton, ур. (2000). The Columbia Encyclopedia (6th изд.). Gale Group. ISBN 978-1593392369.
- Encyclopædia Britannica Online. Encyclopædia Britannica, Inc. 1998.